# Diocesi di Cuautitlán
La diocesi di Cuautitlán (in latino: Dioecesis Cuautitlanensis) è una sede della Chiesa cattolica in Messico suffraganea dell'arcidiocesi di Tlalnepantla. Nel 2021 contava 1.286.000 battezzati su 1.716.000 abitanti. È retta dal vescovo Efraín Mendoza Cruz.

## Territorio
La diocesi comprende i seguenti comuni nello stato di Messico: Cuautitlán, Tultitlán, Coacalco, Tultepec, Melchor Ocampo, Teoloyucan, Nextlalpan, Jaltenco, Zumpango, Coyotepec, Hueheuetoca, Tequixquiac, Apaxco, Tonanitla e Hueypoxtla.
Sede vescovile è la città di Cuautitlán, dove si trova la cattedrale di San Bonaventura.
Il territorio si estende su 1.119 km² ed è suddiviso in 70 parrocchie.

## Storia
La diocesi è stata eretta il 5 febbraio 1979 con la bolla Conferentia Episcopalis Mexicana di papa Giovanni Paolo II, ricavandone il territorio dalle diocesi di Texcoco e di Tlalnepantla (oggi arcidiocesi).
Originariamente suffraganea dell'arcidiocesi di Città del Messico, il 17 giugno 1989 è entrata a far parte della provincia ecclesiastica di Tlalnepantla.
Il 3 novembre 1984 e il 9 giugno 2014 ha ceduto porzioni del suo territorio a vantaggio dell'erezione delle diocesi rispettivamente di Atlacomulco e di Izcalli.

## Cronotassi dei vescovi
Si omettono i periodi di sede vacante non superiori ai 2 anni o non storicamente accertati.
- Manuel Samaniego Barriga † (5 febbraio 1979 - 26 giugno 2005 deceduto)
- Guillermo Rodrigo Teodoro Ortiz Mondragón † (19 ottobre 2005 - 14 settembre 2021 deceduto)[1]
- Efraín Mendoza Cruz, dal 9 novembre 2022

## Statistiche
La diocesi nel 2021 su una popolazione di 1.716.000 persone contava 1.286.000 battezzati, corrispondenti al 74,9% del totale.
| anno | popolazione | popolazione | popolazione | presbiteri | presbiteri | presbiteri | presbiteri                | diaconi | religiosi | religiosi | parrocchie |
| anno | battezzati  | totale      | %           | numero     | secolari   | regolari   | battezzati per presbitero | diaconi | uomini    | donne     | parrocchie |
| ---- | ----------- | ----------- | ----------- | ---------- | ---------- | ---------- | ------------------------- | ------- | --------- | --------- | ---------- |
| 1980 | 585.346     | 731.682     | 80,0        | 97         | 73         | 24         | 6.034                     | 4       | 49        | 179       | 68         |
| 1990 | 1.283.000   | 1.380.000   | 93,0        | 143        | 99         | 44         | 8.972                     |         | 64        | 197       | 73         |
| 1999 | 4.700.000   | 4.950.000   | 94,9        | 194        | 142        | 52         | 24.226                    |         | 215       | 268       | 74         |
| 2000 | 4.840.000   | 5.150.000   | 94,0        | 198        | 142        | 56         | 24.444                    |         | 232       | 303       | 74         |
| 2001 | 3.395.000   | 3.700.000   | 91,8        | 203        | 145        | 58         | 16.724                    |         | 214       | 333       | 80         |
| 2002 | 3.350.000   | 3.800.000   | 88,2        | 234        | 176        | 58         | 14.316                    |         | 168       | 330       | 82         |
| 2003 | 3.392.000   | 3.820.000   | 88,8        | 234        | 174        | 60         | 14.495                    |         | 189       | 335       | 82         |
| 2004 | 3.500.000   | 4.000.000   | 87,5        | 223        | 167        | 56         | 15.695                    |         | 156       | 289       | 85         |
| 2006 | 3.750.000   | 4.300.000   | 87,2        | 246        | 190        | 56         | 15.243                    |         | 156       | 289       | 85         |
| 2013 | 3.516.000   | 4.136.000   | 85,0        | 184        | 162        | 22         | 19.108                    |         | 43        | 260       | 67         |
| 2016 | 1.218.015   | 1.625.368   | 74,9        | 111        | 97         | 14         | 10.973                    |         | 25        | 81        | 96         |
| 2019 | 1.255.000   | 1.674.700   | 74,9        | 117        | 103        | 14         | 10.726                    |         | 26        | 83        | 81         |
| 2021 | 1.286.000   | 1.716.000   | 74,9        | 123        | 109        | 14         | 10.455                    |         | 29        | 78        | 70         |